# ویکتور پروکوپنکو
ویکتور پروکوپنکو ( اوکراینی: Віктор Прокопенко   ) (۲۴ اکتبر ۱۹۴۴ – ۱۸ اوت ۲۰۰۷) بازیکن و مربی فوتبال (فوتبال) اوکراینی بود که در GDR و SSR اوکراین بازی کرد و بعداً به عنوان مربی در روسیه و اوکراین کار کرد.
پروکوپنکو براثر  سکته قلبی در اودسا درگذشت. او 62 سال داشت.